# Zachary Bell
Zachary Michael "Zach" Bell (nascido em 14 de novembro de 1982) é um ciclista de estrada e pista canadense que representou a sua nação em duas edições dos Jogos Olímpicos, em Pequim 2008 e em Londres 2012. Profissional desde 2005, ele é atual membro da equipe estadunidense de categoria UCI Continental, SmartStop.